# Cantone di Pont-de-Buis-lès-Quimerch
Il Cantone di Pont-de-Buis-lès-Quimerch è una divisione amministrativa dell'arrondissement di Brest e dell'arrondissement di Châteaulin.
È stato costituito a seguito della riforma approvata con decreto del 13 febbraio 2014, che ha avuto attuazione dopo le elezioni dipartimentali del 2015.

## Composizione
Comprende i seguenti 17 comuni:
- Daoulas
- Dirinon
- Le Faou
- Hanvec
- Hôpital-Camfrout
- Irvillac
- Logonna-Daoulas
- Loperhet
- La Martyre
- Ploudiry
- Pont-de-Buis-lès-Quimerch
- Rosnoën
- Saint-Eloy
- Saint-Ségal
- Saint-Urbain
- Tréflévénez
- Le Tréhou